# Maiorca (Portugal)
Pour les articles homonymes, voir Maiorca.
Maiorca est une paroisse civile portugaise (en portugais : freguesia) de la municipalité de Figueira da Foz dans le district et la région de Coimbra.

## Géographie
Maiorca est située à l'est de Figueira da Foz, à proximité de Montemor-o-Velho.
La paroisse est bordée par le fleuve Mondego au sud.

## Histoire
Le nom de Maiorca proviendrait des mots arabes mal (très) et horca (étroit) et de sa situation originelle entre la rivière Foja et le Mondego.
Jusqu'au milieu du XIXe siècle, Maiorca est une municipalité indépendante, comprenant les paroisses de Maiorca, Alhadas, Brenha, Ferreira-a-Nova et Quiaios. En 1853, elle est intégrée à Figueira da Foz.
En 1995, Maiorca est élevée au rang de « ville » (vila).

## Démographie
Lors du recensement de 2021, Maiorca compte 2 298 habitants.